# Christine Lambrecht

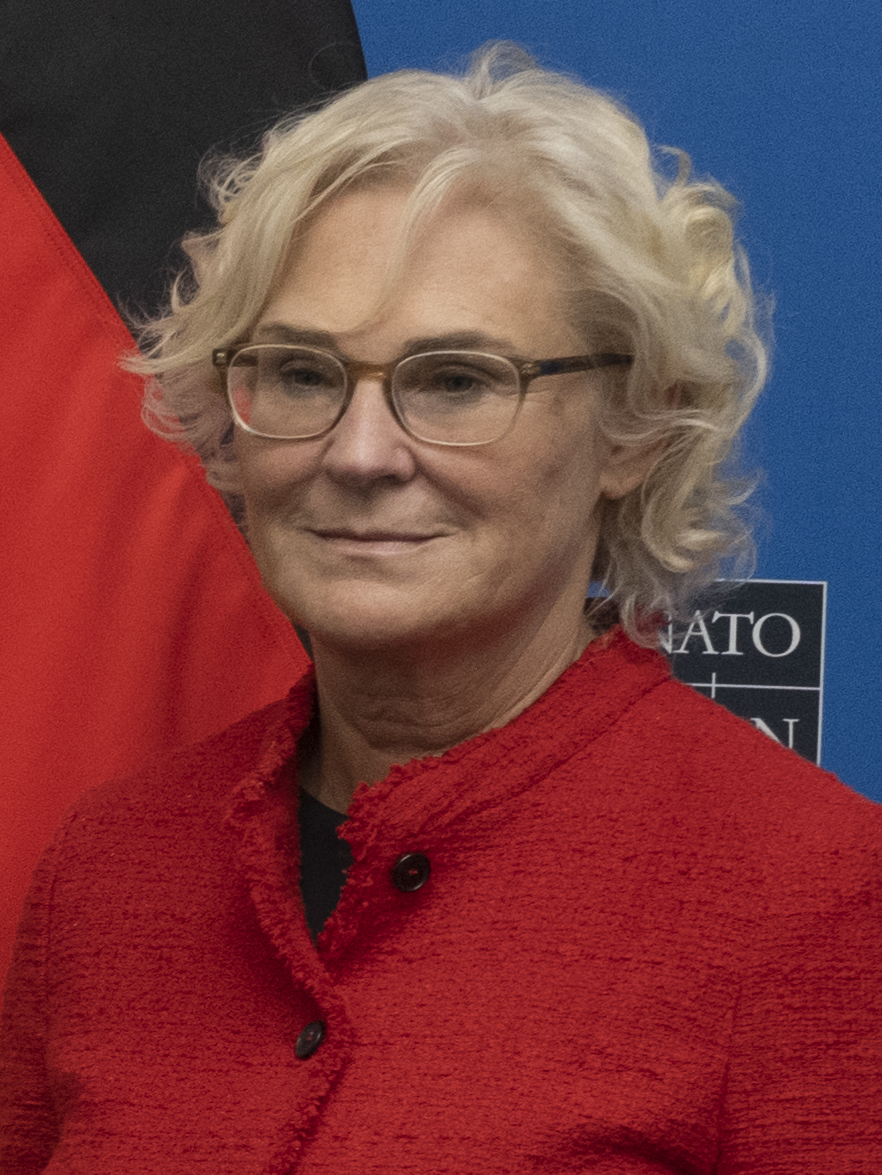
Christine Lambrecht (2022)

Christine Lambrecht ['lampʁɛçt] (* 19. Juni 1965 in Mannheim) ist eine deutsche Politikerin (SPD). Sie war im Kabinett Scholz von Dezember 2021 bis Januar 2023 als dritte Frau in Folge Bundesministerin der Verteidigung. Zuvor war sie im Kabinett Merkel IV von Juni 2019 bis Dezember 2021 Bundesministerin der Justiz und für Verbraucherschutz und von Mai bis Dezember 2021 auch Bundesministerin für Familie, Senioren, Frauen und Jugend. 
Von März 2018 bis Juni 2019 war Lambrecht Parlamentarische Staatssekretärin beim Bundesminister der Finanzen. Von 2011 bis 2013 war sie stellvertretende Fraktionsvorsitzende sowie von Dezember 2013 bis September 2017 erste Parlamentarische Geschäftsführerin der SPD-Bundestagsfraktion. Von 1998 bis 2021 war sie Mitglied des Deutschen Bundestages.

## Leben
Christine Lambrecht wurde als Tochter von Karin und Günther Lambrecht in Mannheim geboren und wuchs in Viernheim auf. Dort besuchte sie die Albertus-Magnus-Schule und machte 1984 ihr Abitur. Im Anschluss absolvierte sie ein Studium der Rechtswissenschaften an der Universität Mannheim sowie an der Johannes Gutenberg-Universität Mainz und legte 1992 das Erste juristische Staatsexamen ab. Das anschließende Rechtsreferendariat absolvierte Lambrecht am Landgericht Darmstadt. An der Deutschen Hochschule für Verwaltungswissenschaften Speyer bestand sie 1995 einen Aufbaustudiengang zur Magistra der Verwaltungswissenschaften und legte im selben Jahr die Zweite Staatsprüfung ab. Danach arbeitete Lambrecht als selbstständige Rechtsanwältin in Viernheim. Zudem lehrte sie bis 1998 als Dozentin für Handels- und Gesellschaftsrecht an der Berufsakademie Mannheim.

## Politik
Im Jahr 1982 trat Lambrecht in die SPD ein und war von 1985 bis 2001 Mitglied der Stadtverordnetenversammlung Viernheim, deren Vorsitz sie von 1997 bis 2001 innehatte. Von 1989 bis 1997 war sie zudem Mitglied des Kreistags des Landkreises Bergstraße.
Von 1998 bis 2021 war Lambrecht Mitglied des Deutschen Bundestages. Anfangs (1998 und 2002) errang sie ein Direktmandat im Wahlkreis Bergstraße, danach (2005, 2009, 2013 und 2017) scheiterte sie viermal in Folge und zog über die Landesliste in den Bundestag ein. 
Während ihrer ersten Legislaturperiode (1998–2002) war sie ordentliches Mitglied im Rechts-, Sport- und einem Untersuchungsausschuss. Zudem engagierte sie sich im Arbeitskreis der SPD-Bundestagsfraktion zur Umsetzung des Atomausstiegs. In der Fraktion gehört sie der Parlamentarischen Linken an.
In der 15. Wahlperiode des Deutschen Bundestages (2002–2005) wurde Lambrecht ordentliches Mitglied des Rechtsausschusses sowie Sprecherin für Wahlprüfung, Immunität und Geschäftsordnung. Außerdem war sie stellvertretende rechtspolitische Sprecherin der SPD-Bundestagsfraktion.
In der darauf folgenden Wahlperiode (2005–2009) war Lambrecht Mitglied im Ältestenrat des Deutschen Bundestages.
Von 2009 bis 2011 war sie rechtspolitische Sprecherin der SPD-Bundestagsfraktion. Im April 2011 wurde sie dann zur stellvertretenden Vorsitzenden der SPD-Bundestagsfraktion für die Bereiche Inneres und Rechtspolitik gewählt und war zudem seit Mai 2011 im Vermittlungsausschuss vertreten.
Nach der Bundestagswahl 2013 und den abgeschlossenen Koalitionsverhandlungen zwischen SPD und CDU/CSU wurde Lambrecht im Dezember 2013 mit 95,1 Prozent von der SPD-Bundestagsfraktion zur Ersten Parlamentarischen Geschäftsführerin der Fraktion gewählt.
Von 2007 bis 2017 war sie Vorsitzende des SPD-Unterbezirks Bergstraße und Mitglied des Landesvorstands der SPD Hessen und von 2009 bis 2019 stellvertretende Vorsitzende des SPD-Bezirks Hessen-Süd.
Im Jahr 2019 wurde sie Bundesjustizministerin. Mit der Entlassung von Franziska Giffey als Bundesministerin für Familie, Senioren, Frauen und Jugend übernahm Lambrecht am 20. Mai 2021 auch ihr Ressort. Sie führte damit bis Dezember 2021 zwei Bundesministerien.
Zur Bundestagswahl 2021 trat sie nicht mehr an, was sie bereits im September 2020 öffentlich machte.
Auf Vorschlag von Bundeskanzler Olaf Scholz ernannte Bundespräsident Frank-Walter Steinmeier sie am 8. Dezember 2021 zur Bundesministerin der Verteidigung im Kabinett Scholz. Am 16. Januar 2023 kündigte Lambrecht ihren Rücktritt als Verteidigungsministerin an, der schließlich am 19. Januar 2023 erfolgte. Sie war mehrfach für ihre Amtsführung kritisiert worden, unter anderem bezüglich ihrer zurückhaltenden Politik in Fragen der Waffenlieferungen an die Ukraine.
Angezweifelt wurden ihre Kompetenz in Rüstungsfragen und auch ihre Medienkompetenz nach Veröffentlichung eines vielfach kritisierten Videos zu Silvester. 2024 kündigte Lambrecht an, ein Buch zu ihrer Amtszeit mit dem Titel Auf Stöckelschuhen durch Absurdistan zu verfassen.

## Bundesjustizministerin
Im Juni 2019 wurde sie Nachfolgerin von Katarina Barley als Bundesjustizministerin.
Wegen des Wechsels mehrerer Mitarbeiter des Ministeriums wurde Kritik an ihr geübt. Im Oktober 2019 stellte sie wesentliche Punkte ihrer Agenda vor.

### Netzwerkdurchsetzungsgesetz
Ein Projekt ihrer Agenda war eine Verschärfung des Netzwerkdurchsetzungsgesetzes. Lambrecht wollte 2019 zusätzlich eine Meldepflicht für Upload-Plattformen einführen.
Die Betreiber sollten der Polizei Offizialdelikte anzeigen. Als Beispiel nannte sie Morddrohungen, Volksverhetzung und Fälle schwerer Beleidigungen. Gemeint ist damit vor allem die sogenannte Hasskriminalität. Eine Klarnamenpflicht im Internet lehnte Lambrecht hingegen ab. Die Änderung des Netzwerkdurchsetzungsgesetzes trat schließlich am 28. Juni 2021 in Kraft.

### Paketboten-Schutz-Gesetz
Unter ihrer Leitung trug das Bundesjustizministerium zum Entstehen des Paketboten-Schutz-Gesetzes vom 15. November 2019 bei. Mit dem Paketboten-Schutz-Gesetz wird eine Umgehung von Arbeitnehmerrechten verhindert. Es werden Unternehmen stärker in die Pflicht genommen und die Nachunternehmerhaftung auch in dieser Branche eingeführt. Es sind diejenigen, die Aufträge an andere Unternehmen weitergeben, dafür verantwortlich, dass hinreichende Arbeitsbedingungen herrschen und Sozialabgaben korrekt gezahlt werden.

### Verbraucherverträge
Sie ließ mehrere Bestimmungen im BGB mit dem Gesetz für faire Verbraucherverträge ändern. Unter anderem wurde die Pflicht eingeführt, das beim telefonischen Vertragsschluss Gesprochene schriftlich zu dokumentieren, bevor ein Vertrag endgültig in Kraft tritt. Das Gesetz wurde im Dezember 2020 vom Bundeskabinett beschlossen und am 21. Juni 2021 im Bundestag verabschiedet. Die einzelnen Bestimmungen traten schrittweise bis Juli 2022 in Kraft.

### Mietrecht
Zu Beginn ihrer Amtszeit äußerte sie, dass Enteignungen privater Wohnungsunternehmen als „letztes Mittel“ möglich sein sollten.
Die Mietpreisbremse für Neuvermietungen werde um fünf Jahre verlängert und verschärft. Zuviel gezahlte Miete könne künftig rückwirkend für zweieinhalb Jahre zurückgefordert werden.

### Waffenrecht
Nach dem Mord an Walter Lübcke setzte sich Lambrecht für eine Verschärfung des Waffenrechts ein.

### Strafprozessrecht
Im Zuge der geplanten Reform der Strafprozessordnung sollen Verfahren in Zukunft nicht mehr unnötig verzögert werden können, etwa indem ein Beweisantrag immer wieder gestellt wird. Rechte der Betroffenen würden damit nicht beschnitten.
Es liegt der Gesetzesentwurf für ein Unternehmens-Sanktionenrecht vor. Lambrecht warb anlässlich der Vorstellung ihrer Agenda noch einmal für ihren Entwurf eines Unternehmens-Sanktionenrecht. Essenziell seien auch Sanktionen, die der wirtschaftlichen Stärke entsprechen. Die bisherige Obergrenze für Geldbußen von 10 Millionen Euro sei bei großen Unternehmen nicht angemessen.

### Materielles Strafrecht
Nach der mutmaßlichen Gruppenvergewaltigung in Mülheim an der Ruhr widersprach sie im Juli 2019 aufkommenden Forderungen nach einer Senkung des Strafmündigkeitsalters von derzeit 14 Jahren.
Ihre Absichtserklärungen zu Änderungen einzelner Tatbestände des Strafgesetzbuchs betrafen z. B. das Filmen von Toten nach Verkehrsunfällen (vgl. Verletzung des höchstpersönlichen Lebensbereichs und von Persönlichkeitsrechten durch Bildaufnahmen) und das so genannte Upskirting, also das Fotografieren unter den Rock.
Zudem sollte der Tatbestand Üble Nachrede und Verleumdung gegen Personen des politischen Lebens gemäß § 188 StGB verschärft werden. Das Verbrennen von ausländischen Flaggen sollte unter Strafe gestellt werden (§ 104 StGB). Für die strafrechtliche Ahndung von Taten, in denen Antisemitismus zum Ausdruck kommt (vgl. § 46 StGB), forderte sie mehr Konsequenz, die Gesetze seien vorhanden.

### Familienrecht
Die Verankerung von Kinderrechten im Grundgesetz wurde für das Jahr 2020 als Gesetzesvorhaben geplant, aber nicht umgesetzt.
Entgegen den eingeholten Expertenmeinungen zur Reform des Sorge- und Umgangsrechts vertritt sie die Auffassung, dass unverheiratete Väter, deren Vaterschaft rechtlich anerkannt ist, mit Geburt des Kindes – anders als Mütter – nicht automatisch sorgeberechtigt sein sollen, sondern die Zustimmung der Kindesmutter notwendig bleiben soll.
Lambrecht strebte eine Reform des Sorgerechts an, um Frauen, die zum Zeitpunkt der Geburt eines Kindes mit der leiblichen Mutter verheiratet sind, oder die die Mutterschaft anerkennen, automatisch ebenfalls zur Mutter des Kindes zu machen. Eine Stiefkindadoption wäre somit entbehrlich.

## Bundesverteidigungsministerin
Am 8. Dezember 2021 wurde Lambrecht, Nachfolgerin von Annegret Kramp-Karrenbauer, als Bundesverteidigungsministerin vereidigt.

### Allgemeines
Lambrecht kündigte als Bundesministerin der Verteidigung eine ständige Evaluierung der Auslandseinsätze der Bundeswehr an, sodass es jederzeit eine Ausstiegsstrategie gebe. Das Beschaffungswesen müsse modernisiert werden.
Anfang 2022 soll Lambrecht laut anonymen Aussagen aus Ministeriumskreisen mehrmals versucht haben, den Generalinspekteur der Bundeswehr faktisch zu entmachten; dabei sollten die ihm unterstellten Bereiche auf ihre Staatssekretäre verteilt werden. Das Verteidigungsministerium dementierte dies.
Am 16. Januar 2023 bat Lambrecht Bundeskanzler Olaf Scholz um ihre Entlassung. Dieser Schritt hatte sich schon mehrere Tage lang angekündigt. „Die monatelange mediale Fokussierung auf meine Person lässt eine sachliche Berichterstattung und Diskussion über die Soldatinnen und Soldaten, die Bundeswehr und sicherheitspolitische Weichenstellungen im Interesse der Bürgerinnen und Bürger Deutschlands kaum zu“, hieß es in ihrer Erklärung. Am 19. Januar 2023 wurde sie schließlich entlassen; Boris Pistorius folgte ihr nach. Am 28. März 2023 wurde sie mit einem Großen Zapfenstreich im Bendlerblock offiziell verabschiedet. Lambrecht verarbeitete ihre Zeit als Verteidigungsministerin in ihren 2025 im Eigenverlag erschienenen Memoiren Auf Stöckelschuhen durch Absurdistan. Der Buchtitel bezieht sich auf einen Truppenbesuch in Mali aus dem April 2022, nach dem Lambrecht für ihre Schuhwahl kritisiert worden war.

### Kontroversen

#### Lieferungen an die Ukraine
Lambrecht äußerte sich im Januar 2022 besorgt über den russischen Truppenaufmarsch an der ukrainischen Grenze und veranlasste neben anderen Hilfslieferungen die Lieferung von 5000 Militärhelmen an das ukrainische Militär.
Die Lieferung verzögerte sich und erfolgte nach dem Beginn des russischen Überfalls auf die Ukraine.
Die Bundeswehr lieferte schließlich bis Mai 2022 ein größeres Arsenal an Waffen, darunter 3000 Panzerfäuste, 500 Stinger-Flugabwehrsysteme, über 2000 Strela-2-Flugabwehrsysteme, 8 Millionen Schuss Munition, 100 Maschinengewehre MG3, 50 Fahrzeuge für den medizinischen Transport, 14 gepanzerte Fahrzeuge, 23.000 Schutzhelme, 2600 Schutzwesten, Nachtsichtgeräte und weitere Waffensysteme. Weitere Lieferungen folgten.
In der Ende 2022 sich verstärkenden Diskussion um die mögliche Lieferung von Leopard-2-Panzern an die Ukraine verbot sie nach einem Medienbericht ihrem Ministerium, den eigenen Bestand an den Panzern Leopard 2 und Leopard 1 überhaupt zu erfassen, da Kenntnis lieferbarer Bestände möglicherweise weiteren Druck auf den Bundeskanzler Olaf Scholz hätte aufbauen können. Ihr Nachfolger im Amt Boris Pistorius ordnete unmittelbar nach Dienstantritt eine entsprechende Prüfung an, der CDU-Verteidigungsexperte Roderich Kiesewetter äußerte sich fassungslos darüber, dass diese Überprüfung erst ein Jahr nach Kriegsbeginn stattfände.

#### Helikopterflüge und Rücktrittsforderungen
Im Mai 2022 geriet sie in die Kritik, als durch ein von Lambrecht aufgenommenes Instagram-Bild bekannt wurde, dass sie ihren Sohn in einem Bundeswehrhubschrauber der Flugbereitschaft zu einem Truppenbesuch in Schleswig-Holstein mitfliegen ließ, um anschließend nach Sylt zum Urlaub weiterzufahren. Die juristisch ausgebildete Ministerin beteuerte, dass alle Regeln eingehalten worden seien. Eine Rechtsgrundlage für den Mitflug von Familienmitgliedern ohne dienstlichen Bezug wurde aber teils bezweifelt.
Autoren des Magazins Der Spiegel sahen im Mitflug ihres Sohnes und anderen kritisierten Punkten „kein wirkliches Problem“, hingegen kritisierten sie scharf Lambrechts Arbeit. Dabei stützten sie sich auf Indiskretionen aus dem Verteidigungsministerium, mit denen sie, so das RND Redaktionsnetzwerk Deutschland, „gefüttert“ worden seien: Sie habe sich nicht eingearbeitet, keine konkreten Pläne entwickelt und führe keine Leitungsklausuren, Generalstagungen oder Treffen mit NATO-Partnern durch.
Am Neujahrstag 2023 veröffentlichte Lambrecht auf ihrem persönlichen Instagram-Account ein Video mit einer Silvester-Ansprache, in der sie sagte: „[…] Mitten in Europa tobt ein Krieg. Und damit verbunden waren für mich ganz viele besondere Eindrücke […] Viele, viele Begegnungen mit interessanten und tollen Menschen, dafür sage ich ein herzliches Dankeschön […]“. Das Video wurde in der Silvesternacht im Freien im Lärm des Berliner Silvesterfeuerwerks aufgenommen. Inhalt und Inszenierung wurden als taktlos und unangemessen kritisiert. Mehrere Unionspolitiker forderten den Rücktritt der Ministerin.
Am 13. Januar bestätigte das Umfeld Lambrechts erstmals, dass sich die Verteidigungsministerin entschieden habe, in der folgenden Woche zurückzutreten. Kurz zuvor war ein Spiegel-Artikel über die Missstände in der Bundeswehr erschienen, in der Lambrechts Amtsführung von einem Ministerialen des Verteidigungsministeriums als „palliativ“ bewertet worden war.

#### Strukturreform der Bundeswehr
Lambrechts Vorgängerin Kramp-Karrenbauer hatte gemeinsam mit Generalinspekteur Eberhard Zorn im Mai 2021 ein „Eckpunktepapier“ zur Strukturreform der Bundeswehr vorgestellt. Diese hatte das Ziel, die Bundeswehr schlanker zu machen und dafür Stäbe zugunsten der Truppe zu reduzieren. Nach ihrem Amtsantritt stoppte Lambrecht diese Reform und ordnete zunächst eine Bestandsaufnahme an. Die Ergebnisse dieser Bestandsaufnahme wurden erst im Januar 2023 veröffentlicht und erhielten vor allem Prüfaufträge statt konkrete Reformvorschläge. Für dieses Vorgehen wurde Lambrecht kritisiert. Der ehemalige Wehrbeauftragte Hans-Peter Bartels beispielsweise konstatierte, man habe dadurch ein Jahr verloren.
Lambrecht setzte jedoch eine von Kramp-Karrenbauer und Zorn angestoßene Änderung der militärischen Führungsstruktur um: Im Juni 2022 kündigte sie an, die Bundeswehr erhalte zum 1. Oktober ein zentral in Berlin angesiedeltes Führungskommando, das territoriale Führungsaufgaben bündeln solle. Erster Befehlshaber werde General Carsten Breuer, der zuletzt den Corona-Krisenstab leitete.

#### Fehlende Waffen und Munition
Peter Carstens hielt es Ende 2022 in der FAZ für unerklärlich, dass die Bundeswehr Monate nach der russischen Invasion der Ukraine und Bewilligung eines Sondervermögens von 100 Milliarden Euro trotz parlamentarischer Nachfrage kaum Waffen bestellt habe. Offenbar wurden Bestellvorgänge auch nicht vorbereitet und dem Deutschen Bundestag vorgelegt, und ihre Haushaltsplanung für 2023 sehe sogar weniger Ausgaben vor. Munition sei trotz eklatantem Mangel gar nicht bestellt worden; man müsse folglich fragen, ob Lambrecht überhaupt einsatzfähige Streitkräfte wolle. Nachdem Lambrecht Ende 2022 Finanzminister Lindner aufgefordert hatte, weitere Finanzmittel für Munition zur Verfügung zu stellen, antwortete das Finanzministerium, dass Bestellungen nach seiner Kenntnis nicht an fehlenden Haushaltsmitteln scheiterten, und bot Hilfestellung bei der Organisation von Planungsprozessen im Verteidigungsministerium an. Lambrecht habe bei der Planung für den Bundeshaushalt 2023 gar nicht auf zusätzlichen Bedarf hingewiesen. Das sei jedoch Aufgabe des Verteidigungsministeriums gewesen.
Der Haushaltspolitiker Sebastian Schäfer hielt es für nicht nachvollziehbar, warum Lambrechts Ministerium nicht deutlich schneller bestellt habe. Seit Jahren sei das Problem mangelnder Munition bekannt, der Krieg in der Ukraine habe es drastisch verschärft und das Bundeswehrbeschaffungsbeschleunigungsgesetz und das Sondervermögen hätten bereits alle Möglichkeiten geboten, selbständig zu bestellen.

#### Anschaffung des Flugzeugtyps F-35 für die Bundeswehr
Umstritten ist der Kauf von US-amerikanischen Mehrzweckkampfflugzeugen F-35 unter Ministerin Lambrecht. Deutschland zahlt nach Medienberichten des Magazins Focus 286 Millionen Euro pro Flugzeug, die Schweiz hingegen nur 167 Millionen. Außerdem habe das Verteidigungsministerium auch auf den sogenannten „Offset“ (englisch offset compensations ‚Auflagengeschäfte‘), also die üblichen Kompensationsaufträge für die eigene Industrie, völlig verzichtet, während die Schweizer Regierung sichergestellt habe, dass fast 50 Prozent der Auftragssumme durch Beteiligung und Gegengeschäfte an die Schweiz zurückfließen. Zudem wird kritisiert, dass Wartung und Upgrades der F-35 ausschließlich von den US-Rüstungskonzernen vorgenommen werden sollen, so dass Deutschland weder einen Einblick noch eine Teilhabe an der Technik (IP englisch intellectual property ‚geistiges Eigentum‘) der Flieger erhält und damit einen ganzen Generationszyklus lang technologisch abgehängt wird. Damit bleibe Deutschland auch in der Wartung völlig abhängig vom 25 Jahre weiter andauernden Wohlwollen der USA. Die Betrachtung des Focus berücksichtigte allerdings möglicherweise nicht, dass beide Länder unterschiedliche Waffenpakete bestellt hatten. Unklar ist ferner, inwiefern Kosten für Betrieb und Unterhalt berücksichtigt wurden.

## Gesellschaftliches Engagement
Von 2010 bis 2018 war Lambrecht ehrenamtliche Vizepräsidentin der THW-Bundesvereinigung.
Seit 2022 ist Lambrecht Kuratoriumsmitglied der DFB-Stiftung Sepp Herberger.

## Privates
Lambrecht war von 2015 bis 2019 mit ihrem langjährigen Lebensgefährten, dem SPD-Politiker und ehemaligen Bundestagsabgeordneten Hans-Joachim Hacker, verheiratet. Mit ihm hat sie einen im Jahr 2000 geborenen Sohn. Sie ist evangelisch-lutherischer Konfession.

## Veröffentlichungen
- Auf Stöckelschuhen durch Absurdistan. Erschienen am 7. Juli 2025 im Eigenverlag durch Amazon Kindle Direct Publishing, 133 Seiten, ISBN 979-8289640116.